# Jake Borelli
Pour les articles homonymes, voir Borelli.
Jake Borelli est un acteur américain né le 13 mai 1991 à Columbus (Ohio).
Il est surtout connu pour ses rôles de Wolfgang dans la série comique Les Thunderman de 2015 à 2018, et du Dr Levi Schmitt dans la série médicale Grey's Anatomy de 2017 à 2024.

## Biographie

### Enfance et formation
Jake Borelli naît le le 13 mai 1991 à Columbus dans l'Ohio de Mike et Linda Borelli. Il a deux frères aînés, Ben et Zack. Il aime la peinture, l'art et envisage d'intégrer une école d'art après avoir remporté un concours national d'art lors de sa dernière année d'études secondaires. Il joue parallèlement dans plus d'une douzaine de spectacles avec le Columbus Children's Theatre dans des pièces telles que Cheaper by the Dozen, The Lion, the Witch and the Wardrobe, Wiley and the Hairy Man et Holes.
En 2009, il est diplômé de la Upper Arlington High School et est accepté à la fois à l'Université de Californie et à l'université d'État de l'Ohio. Il décide de s'installer à Los Angeles afin de devenir acteur.  

### Carrière
Jake Borelli décroche rapidement des rôles secondaires dans des émissions télévisées telles que iCarly, Parenthood, NCIS : Los Angeles, True Jackson, Greek et Suburgatory . Il apparaît également dans plusieurs courts métrages.
En 2017, il joue dans la comédie dramatique Realityhigh sur Netflix. La même année, il se voit confier le rôle du Dr Levi Schmitt, interne, dans la saison 14 de Grey's Anatomy,. Crédité comme acteur principal dès la saison 16, il la quitte en 2024 au milieu de la saison 21.

### Vie privée
Jake  Borelli a publiquement fait son coming out gay sur Instagram en novembre 2018, quelques instants après la diffusion du 6e épisode de la saison 15 de Grey's Anatomy dans lequel son personnage, le Dr Levi Schmitt, fait également son coming out.
En mars 2022, il poste toujours surInstagram une photo de lui et du photographe Chase Williamson assistant à la 30e Academy Awards Viewing Party de la Elton John AIDS Foundation (en), laissant présumer le fait qu'il sont en couple.

## Filmographie

### Cinéma
Sauf indication contraire, les informations mentionnées dans cette section peuvent être confirmées par la base de données cinématographiques IMDb,  présente dans la section « Liens externes ».
- 2011 : Elf Employment  : Harlan  (court métrage)
- 2012 : Nesting  : Josh
- 2015 : Meanamorphosis  : Bryce  (court métrage)
- 2017 : Realityhigh  : Freddie Myers
- 2017 : In Searching  : Jon
- 2019 : A Cohort of Guests : l'invité (court métrage)
- 2020 : The Thing About Harry (en) : Sam Baselli

### Télévision
- 2009  : Psych : Enquêteur malgré lui  : Shawn adolescent (3 épisodes)
- 2010  : iCarly, épisode iSpace Out : Roy
- 2010  : The Forgotten, épisode Donovan Doe : un lycéen
- 2010  : Parenthood, épisode Team Braverman  : le copain de Steve
- 2010  : NCIS: Los Angeles,  épisode Petits Anges :  Stefan Maragos
- 2010  : True Jackson  : Harvey (2 épisodes)
- 2011  : Greek : OX Pledge # 1 (2 épisodes)
- 2011  : Suburgatory, épisode Affaire de charité : un garçon
- 2012  : CeReality, épisode La Table du petit déjeuner de la terreur : Josh
- 2014  : Gang Related, épisode Invierno Cayó  : Andy Schiller
- 2015-2018  : Les Thunderman : Wolfgang (13 épisodes)
- 2016 : NCIS : Enquêtes spéciales, épisode Réagir : Dean Campbell
- 2017-2024 : Grey's Anatomy : Dr Levi Schmitt (133 épisodes)[7]
- 2018 : Grey's Anatomy: B-Team : Dr Levi Schmitt (web-série, 3 épisodes)[8]
- 2018-2019  : Grey's Anatomy : Station 19 : Dr Levi Schmitt (4 épisodes)

## Voix française
En France, il est doublé par Arnaud Laurent.